# Введенский, Борис Алексеевич
Борис Алексеевич Введе́нский (7 [19] апреля 1893, Москва — 1 июня 1969, там же) — советский учёный в области радиофизики, основал (совместно с А. И. Бергом и др.) Институт радиотехники и электроники им. В. А. Котельникова РАН, академик АН СССР, Герой Социалистического Труда (1963), лауреат Сталинской премии, был главным редактором 2-го издания Большой советской энциклопедии и 3-го издания Малой советской энциклопедии.
Основные научные достижения связаны с исследованием распространения, в том числе, загоризонтного, радиоволн УКВ-диапазона. Введенскому удалось установить связь между распространением УКВ и метеорологическими условиями атмосферы (так называемая сверхрефракция). Широкую известность имел написанный совместно А. Г. Аренбергом классический учебник «Распространение УК-радиоволн».

## Биография
Родился в Москве в семье доцента (к концу жизни — профессора Московской духовной академии). В 1911 после окончания гимназии поступил на физико-математический факультет Московского университета, который закончил в 1915. Во время обучения в университете начал работал в физической лаборатории В. К. Аркадьева в московском городском университете им. А. Л. Шанявского (с 1912), а затем в физической лаборатории Московского университета (с 1913).
Профессор (1929). Академик АН СССР (1943, член-корреспондент с 1934).
Профессор кафедры радиофизики физико-технического факультета (1947—1951). Профессор кафедры физики физико-математического факультета МГУ (1929—1930). Профессор физического отделения (1931—1933). Действительный член НИИ физики при МГУ (1930—1936).

## Научная деятельность
Первые работы Введенского касаются различных вопросов из области магнетизма и теории вихревых токов. В 1925 году он изобрёл метод расчёта вихревых токов в ферромагнетике с «магнитной вязкостью». Совместно с Б. А. Шиллеровым составил таблицы, значительно облегчающие расчёты. Наряду с Г. С. Ландсбергом является автором фундаментальной работы «Современное учение о магнетизме». В 1927—1934 годах принимал участие в составлении «Технической энциклопедии» в 26-и томах под редакцией Л. К. Мартенса, автор статей по тематике «радиофизика».
Другим направлением его деятельности были вопросы, связанные с генерацией и приёмом радиоволн, в частности УКВ. В 1926 году издал книгу «Физические явления в электронных лампах», посвящённую этим проблемам. Здесь можно отметить обнаруженное совместно с С. Н. Ржевкиным явление прерывистой генерации.
Основным направлением его деятельности было исследование распространения УКВ, где был получен ряд фундаментальных результатов. В частности, он показал, что характер распространения УКВ в области прямой видимости обусловлен интерференцией между прямыми и отражёнными от земной поверхности лучами.
В 1928 году при участии А. Г. Аренберга и А. В. Астафьева предпринимал попытки установить количественные закономерности распространения УКВ в различных условиях. В результате была получена так называемая «квадратичная формула» для расчёта напряжённости поля ультракоротких волн при относительно малых высотах передающей и приёмной антенн и такого расстояния между ними, при котором без большой погрешности можно пренебречь кривизной земли.
Последующие работы были посвящены развитию теории дифракции ультракоротких радиоволн.
В 1934 году была опубликована монография «Основы теории распространения радиоволн», в которой описаны результаты расчёта дифракции радиоволн вблизи земного шара при конечной проводимости земли путём применения методов классической электродинамики. В том же году вышла в свет его монография «Распространение ультракоротких волн», написанная в соавторстве с А. Г. Аренбергом.
В 1935—1936 годах Введенский, используя асимптотические представления некоторых специальных функций, получил дифракционную формулу, хорошо согласующуюся с экспериментом в диапазоне УКВ, которая легла в основу расчёта поля ультракоротких волн за горизонтом. В его последующих работах приведены расчётные формулы, подробно выяснена зависимость поля от поднятия антенных устройств над поверхностью земли и дано обобщение полученных результатов (1936—1941 годы).
В 1942 году были опубликованы специальные графики для расчёта поля ультракоротких волн за горизонтом, что сделало результаты его теоретических работ широко известными среди инженеров.
В 1933 году им было отмечено влияние слоистой неоднородности тропосферы на распространение ультракоротких волн. Впоследствии, в двух обзорах (1941, 1943 годы), он дал научное обоснование имевшихся в мировой литературе данных о влиянии тропосферы на распространение ультракоротких волн. С 1944 г. проводил ряд исследований, связанных с выяснением влияния тропосферы на распространение ультракоротких волн и формированием новой области знания — радиометеорологии.

## Награды
- Герой Социалистического Труда (1963)
- три ордена Ленина (10.06.1945; 19.09.1953; 18.04.1963)
- два ордена Трудового Красного Знамени (18.07.1953; 04.05.1962)
- Сталинская премия 2-й степени (1952)
- Золотая медаль имени А. С. Попова АН СССР (1949)

## Память
- Именем Б. А. Введенского названа площадь в городе Фрязино Московской области.
- В честь Б. А. Введенского названа улица Введенского на юго-западе Москвы.